# Folgosa (Maia)
Folgosa ist eine Gemeinde im Norden Portugals.
Folgosa gehört zum Kreis Maia im Distrikt Porto, besitzt eine Fläche von 10,1 km² und hat 3605 Einwohner (Stand 19. April 2021).